# Josip Špoljarić
Josip Špoljarić (Osijek, 5 gennaio 1997) è un calciatore croato, attaccante del Nafta 1903.

## Caratteristiche tecniche
È una seconda punta.

## Carriera
Cresciuto nel settore giovanile dell'Osijek, ha esordito in prima squadra l'8 novembre disputando l'incontro di 1. HNL perso 2-1 contro l'Hajduk Spalato.

## Statistiche
Statistiche aggiornate al 12 marzo 2020.

### Presenze e reti nei club
| Stagione        | Squadra         | Campionato      | Campionato | Campionato | Coppe nazionali | Coppe nazionali | Coppe nazionali | Coppe continentali | Coppe continentali | Coppe continentali | Altre coppe | Altre coppe | Altre coppe | Totale | Totale | Totale |
| Stagione        | Squadra         | Comp            | Pres       | Reti       | Comp            | Pres            | Reti            | Comp               | Pres               | Reti               | Comp        | Pres        | Reti        | Pres   | Reti   |        |
| --------------- | --------------- | --------------- | ---------- | ---------- | --------------- | --------------- | --------------- | ------------------ | ------------------ | ------------------ | ----------- | ----------- | ----------- | ------ | ------ | ------ |
| 2014-2015       | Osijek          | 1.HNL           | 4          | 1          | CC              | 0               | 0               |                    | -                  | -                  |             | -           | -           | 4      | 1      |        |
| 2015-2016       | Osijek          | 1.HNL           | 12         | 0          | CC              | 2               | 0               |                    | -                  | -                  |             | -           | -           | 14     | 0      |        |
| 2016-2017       | Osijek          | 1.HNL           | 1          | 0          | CC              | 1               | 1               |                    | -                  | -                  |             | -           | -           | 2      | 1      |        |
| 2017-gen. 2018  | Dugopolje       | 2.HNL           | 18         | 6          | CC              | 0               | 0               |                    | -                  | -                  |             | -           | -           | 18     | 6      |        |
| gen.-giu. 2018  | Santarcangelo   | C               | 12         | 1          | CI+CI-C         | 0               | 0               |                    | -                  | -                  |             | -           | -           | 12     | 1      |        |
| 2018-2019       | Osijek II       | 2.HNL           | 15         | 13         |                 | -               | -               |                    | -                  | -                  |             | -           | -           | 15     | 13     |        |
| 2018-2019       | Osijek          | 1.HNL           | 11         | 1          | CC              | 0               | 0               |                    | -                  | -                  |             | -           | -           | 11     | 1      |        |
| 2019-2020       | Osijek          | 1.HNL           | 12         | 1          | CC              | 1               | 2               | UEL                | 0                  | 0                  |             | -           | -           | 13     | 3      |        |
| Totale carriera | Totale carriera | Totale carriera | 85         | 23         |                 | 4               | 3               |                    | 0                  | 0                  |             | -           | -           | 89     | 26     |        |